# Resolution 1441 des UN-Sicherheitsrates
Die UN-Resolution 1441 wurde am 8. November 2002 vom Sicherheitsrat der Vereinten Nationen während seiner 4644. Sitzung verabschiedet.
Sie fordert den Irak auf, die bisherigen UN-Resolution des Weltsicherheitsrats bedingungslos zu akzeptieren und gibt ihm die letzte Gelegenheit, seinen Verpflichtungen bezüglich der Kontrolle und Vernichtung seiner Massenvernichtungswaffen nachzukommen und insbesondere den UN-Sicherheitsinspekteuren der Überwachungs-, Verifikations- und Inspektionskommission der Vereinten Nationen (UNMOVIC) und der Internationalen Atomenergieorganisation (IAEO) uneingeschränkten und bedingungslosen Zugang zu allen Anlagen zu verschaffen, die sie zu inspizieren wünschten. Die Resolution missbilligt außerdem, dass der Irak den bereits zuvor in mehreren UN-Resolutionen festgeschriebenen Verpflichtungen nicht nachgekommen ist; dazu gehörten die Verpflichtung:
1. zur „Offenlegung aller Aspekte seiner Programme zur Entwicklung von Massenvernichtungswaffen und von ballistischen Flugkörpern ect., ihrer Komponenten und Produktionseinrichtungen und ihrer Standorte sowie aller sonstigen Nuklearprogramme“
2. zur Kooperation mit IAEO, der UNMOVIC
3. zur Kooperation mit der nach dem zweiten Golfkrieg vom Weltsicherheitsrat am 3. April 1991 eingesetzten Sonderkommission der Vereinten Nationen (UNSCO)
4. zur Repatriierung von Staatsangehörigen Kuweits und der Rückgabe vom Irak widerrechtlich beschlagnahmter kuweitischer Vermögenswerte
5. nicht weiter Terrorismus zu unterstützen, die eigene Bevölkerung zu unterdrücken und dieser Zugang zu allen Hilfsbedürftigen im Land zu gewähren

Der Weltsicherheitsrat betonte erneut, dass seine vorherige Resolution 678 alle UN-Mitgliedstaaten dazu autorisiere, „alle notwendigen Mittel“ anzuwenden, um der Resolution 660 und allen einschlägigen, danach verabschiedete, Resolutionen Geltung zu verschaffen sowie, dass bei Nichtbeachtung „ernsthafte Konsequenzen“ drohten. Der irakischen Regierung wurde ein Ultimatum bis zum 15. November 2002 gesetzt diese Resolution zu akzeptieren, was sie am 13. November tat. Daraufhin wurde nach vier Jahren wieder ein Team zur Waffenkontrolle unter der Leitung des Chefs der UNMOVIC, Hans Blix, und den Generaldirektor der IAEO, Mohammed el-Baradei, von den Vereinten Nationen (UNO/UN) nach Bagdad entsandt.